# Реббо, Сади
Сади́ Реббо́ (фр. Sady Rebbot; 27 апреля 1935, Касабланка — 12 октября 1994, Париж) — французский актёр, мастер дубляжа.

## Биография
Родился в семье морского чиновника. В молодости играл в любительском школьном коллективе в Касабланке. Желая стать актёром, в августе 1954 года отправился в Париж. Не имея денег, спал под мостом Пон-Нёф, прежде чем снял комнату в университетском городе Парижа. Устроился на работу ночным сторожем в отеле Magellan. Иногда играл на театральной сцене. В течение трёх лет ему приходилось выполнять разную работу: был продавцом, переплётчиком, помощником в цирке.
С 1960 года играл на сцене Театра Тристан-Бернарда. Позже стал сниматься в кино и на телевидении.
За свою актёрскую карьеру снялся в 68 кино- и телефильмах.
Был дважды женат, имеет троих детей: Жерома (род. 1963) и близнецов Гийома и Мелани (род. 1981). Сади Реббо приходится дядей французскому актёру, режиссёру и сценаристу Филиппу Реббо.
Умер от рака в Париже. Похоронен в Тье.

## Избранная фильмография
- 1959 — Улица Прэри / Rue des Prairies — эпизод (нет в титрах)
- 1960 — Развлечения / Distractions, Les — фотограф (нет в титрах)
- 1962 — Жить своей жизнью / Vivre sa vie — Рауль
- 1962 — Элен / Hélène
- 1963 — Кто работает, тот потерян — Бонифачио
- 1963 — На вершине мира / Chi lavora è perduto
- 1966 — Отдел по борьбе с бандитизмом / Brigade antigangs — Вриллар
- 1967 — Один человек лишний / Un homme de trop — эпизод
- 1971 — Друзья / Friends
- 1972 — Убийца / Tueur, Le — Люсьен из Гренобля
- 1977 — Обличитель / L’imprécateur — эпизод
- 1979 — Почти идеальный роман / An Almost Perfect Affair
- 1983 — Убийство в Сан-Сальвадоре / S.A.S. à San Salvador — Пабло
- 1988 — Расследования комиссара Мегрэ (телесериал, Франция) («Мегрэ и старая дама из Байё»)
- 1989 — Мои ночи прекраснее ваших дней / Mes nuits sont plus belles que vos jours — Франсуа
- 1989—2007 — Комиссар Наварро / Navarro — эпизод
- 1989 — Французская революция / Révolution française, La — председатель муниципального совета (1 фильм)

Озвучил Джеймса Т. Кирка в научно-фантастическом телевизионном сериале «Звёздный путь: Оригинальный сериал» и его многочисленных продолжений (Звездный путь, «Звёздный путь 2: Гнев Хана», «Звёздный путь 3: В поисках Спока», «Звёздный путь 4: Путешествие домой», «Звёздный путь 5: Последний рубеж», «Звёздный путь 6: Неоткрытая страна». Дублировал фильмы : «Аэроплан II: Продолжение», «Грязная дюжина», «Полярная станция „Зебра“», «Серпико», «Энни Холл», «Воспоминания о звёздной пыли», «Комедия секса в летнюю ночь», «Дни радио», «Шафт», «Большая победа Шафта!», «Крёстный отец 2», «Крёстный отец 3», «Однажды в Америке», «Орёл приземлился», «Кровные узы», «Помогите нам, небеса», «Козырной туз», «Блюститель закона», «Зелёный сойлент», «Жажда смерти 3», «Волки», «Ночные ястребы», «Миссис Даутфайр», «Ночи Гарлема» и другие.